# Collina Fleming
La Collina Fleming è una altura che sorge a Roma sul lato sinistro del Tevere. Si trova nell'area nord-ovest della capitale, nel territorio del municipio XV (già XX) di Roma. Raggiunge i 45 m s.l.m.

## Origine del nome
Il nome deriva dal nome di via Fleming, la strada che partendo da corso di Francia si congiunge con la Flaminia Vecchia, tramite via Bevagna.

## Storia
Grande area verde della parte nord di Roma fino al XIX secolo, fu soggetta poi a una graduale urbanizzazione, a partire dalla fine degli anni cinquanta del novecento. Nel 2011, una proposta di cementificazione da parte del comune è stata causa di forti proteste da parte dei residenti.

## Monumenti e luoghi d'interesse
Lungo l'inizio di via Fleming sorge Villa Mazzanti, dal nome della famiglia che possedeva vaste proprietà terriere della zona. Sulla Flaminia Vecchia sorge la storica caserma del Lancieri di Montebello. Sulle pendici digradanti verso nord-est sorge sul viale di Tor di Quinto il Poligono di tiro dell'U.I.T.S.; a fianco di esso la Caserma Salvo D'Acquisto dei Carabinieri. Quasi di fronte, passato viale di Tor di Quinto, si trova l'altrettanto storico ippodromo di Tor di Quinto.

## Insediamenti civili
La zona edificata del colle è perlopiù abitata da famiglie medio-alto borghesi (funzionari anche pubblici, imprenditori, dipendenti del vicino Ministero degli esteri, giornalisti, sportivi e dipendenti della Rai). Questa comunità convive con i vecchi insediamenti del suburbio "Tor di Quinto" con la quale si è perfettamente integrata.

## Parchi
- Parco di Veio